# Еврейский исторический музей (Амстердам)

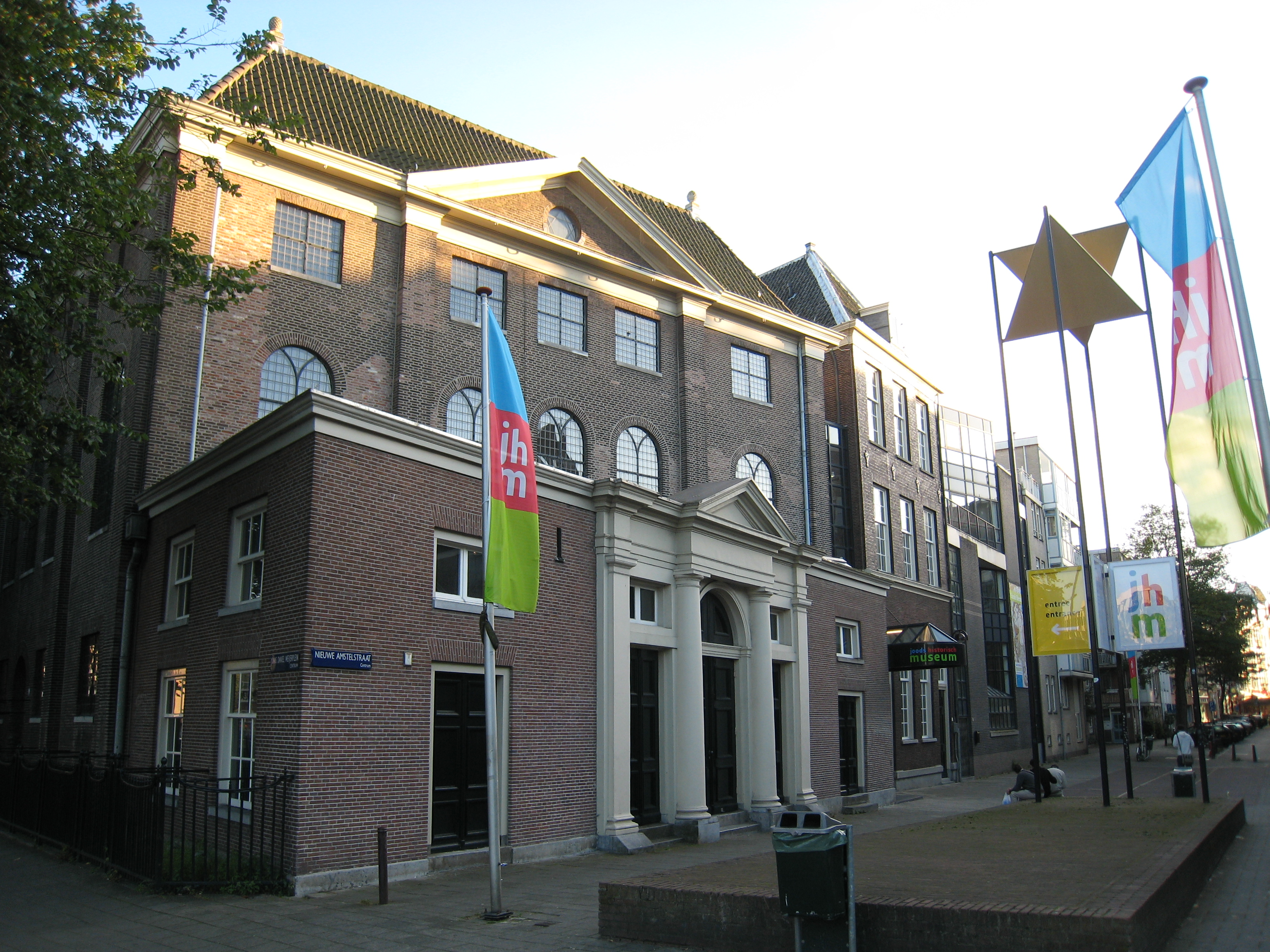
Еврейский исторический музей в Амстердаме

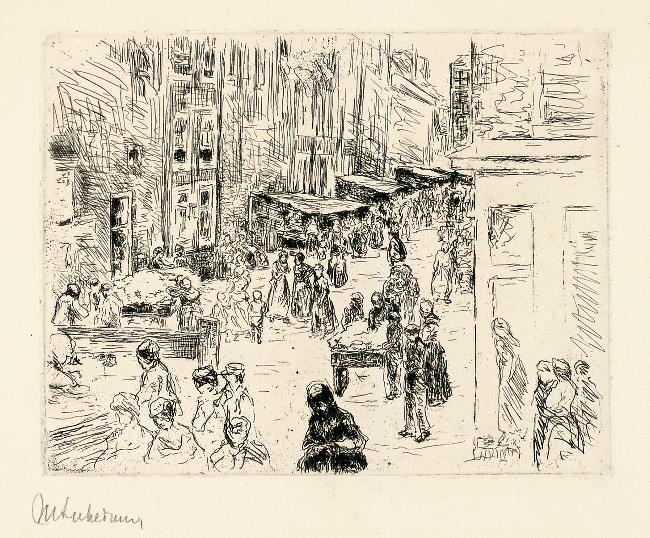
Макс Либерман. Еврейская улочка Амстердама. 1906

Еврейский исторический музей в Амстердаме (нидерл. Joods Historisch Museum te Amsterdam) — музей истории еврейского народа, расположенный в Амстердаме.
Музей был создан 23 мая 1930 года под названием «Фонд Еврейский исторический музей» (нидерл. Stichting Joods Historisch Museum) с целью сбора и экспонирования предметов еврейской культуры, отражающих жизнь еврейского народа в целом и голландской общины в частности. Музей располагался в средневековом здании Весовой Палаты.
После оккупации нацистской Германией музей был закрыт, а большая часть его коллекции разграблена. Часть музейных экспонатов удалось вернуть после войны.
После восстановления деятельности музея в 1955 году большая часть его экспозиции посвящена Холокосту — преследованию и уничтожению нацистами нидерландских, а также бежавших в Амстердам немецких и австрийских евреев. С 3 мая 1987 года он размещается в бывшей Большой синагоге нидерландской столицы.
Музей собрал большую коллекцию картин голландских еврейских художников и нееврев, отражавших еврейскую тематику. 20 ноября 1971 Альберт и Паула Саломон пожертвовали музею крупную коллекцию картин их дочери Шарлотты Саломон, погибшей в Освенциме в октябре 1943 года.
В музее действует ряд постоянных экспозиций: «Религия», «История евреев в Нидерландах 1600—1900» и «История евреев в Нидерландах 1900 — сегодняшний день».